# Jan Toorop
Jan Toorop in origine Johannes Theodoor Toorop (Purworejo, 20 dicembre 1858 – L'Aia, 3 marzo 1928) è stato un pittore olandese.

## Biografia

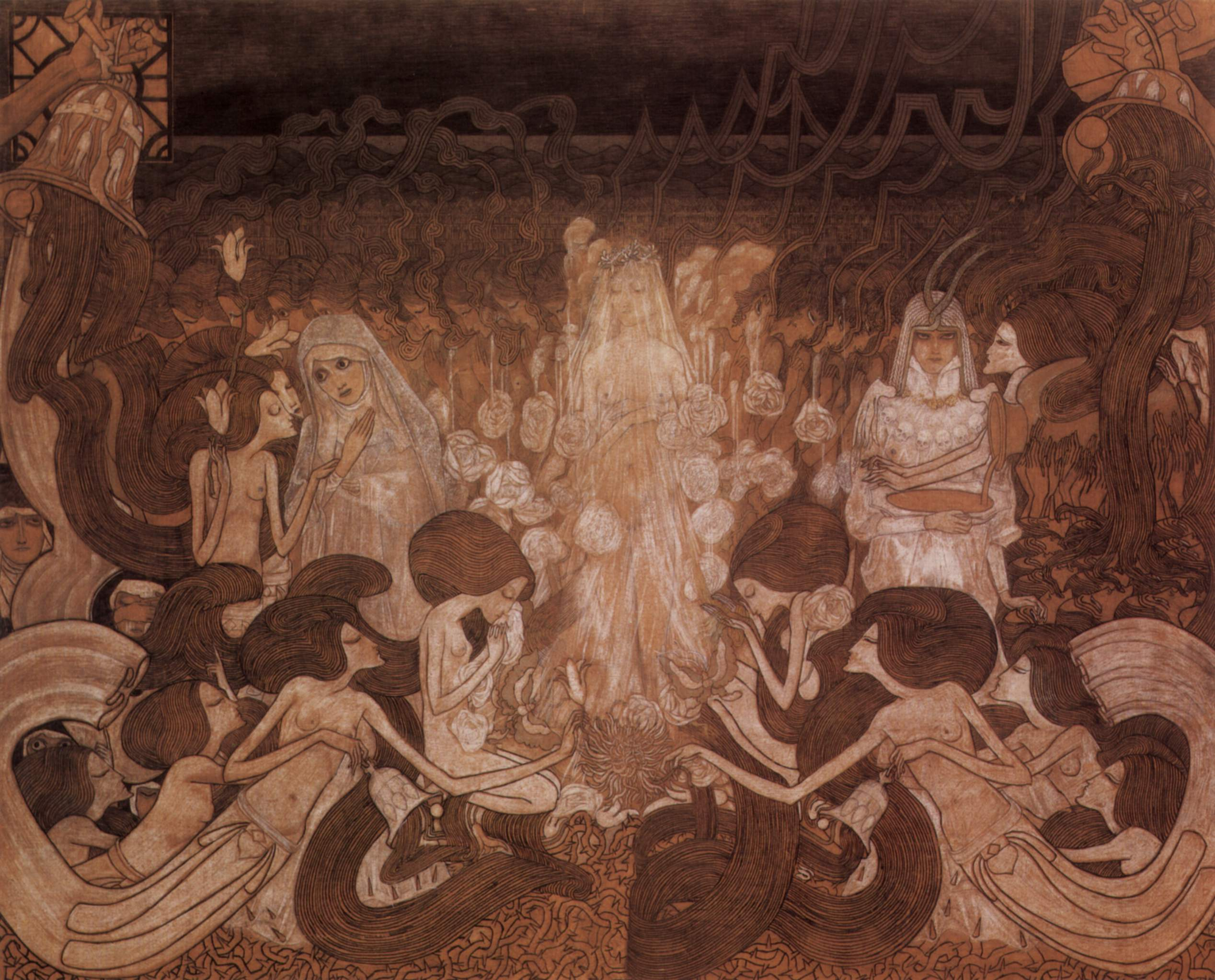
Le tre spose (1893)

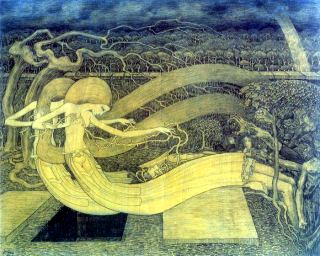
O Grave, Where Is Thy Victory? by Jan Toorop (1892)

Nato nel 1858 sull'isola di Giava (all'epoca colonia olandese), da genitori olandesi, vi trascorse la prima infanzia; dal 1880 al 1882 frequenta l'Accademia di Belle Arti di Amsterdam.
Artisticamente fu influenzato prima da Ensor e da Redon, ma la sua formazione artistica si compie a Bruxelles, dove Toorop si lega all'ambiente dei poeti simbolisti (Verhaeren e Maeterlinck in particolare).
Partecipa al gruppo degli artisti noto come Les XX sorto in opposizione all'arte ufficiale del tempo. Attraverso queste esperienze e dopo un lungo soggiorno in Inghilterra, l'artista matura un linguaggio pittorico decisamente opposto al naturalismo, caratterizzato da un ermetico simbolismo, denso di miti esotici.
Il suo linearismo estenuato lo pone accanto a Beardsley e fa della sua pittura una delle matrici per le future stilizzazioni dell'Art Nouveau.
Si inserì con una certa naturalezza nella corrente decadentistica. I suoi quadri più celebri sono Fatalisme, Le sphinx, Le Tre Spose.
Sua figlia, Charley Toorop, fu anche lei pittrice.

## Opere

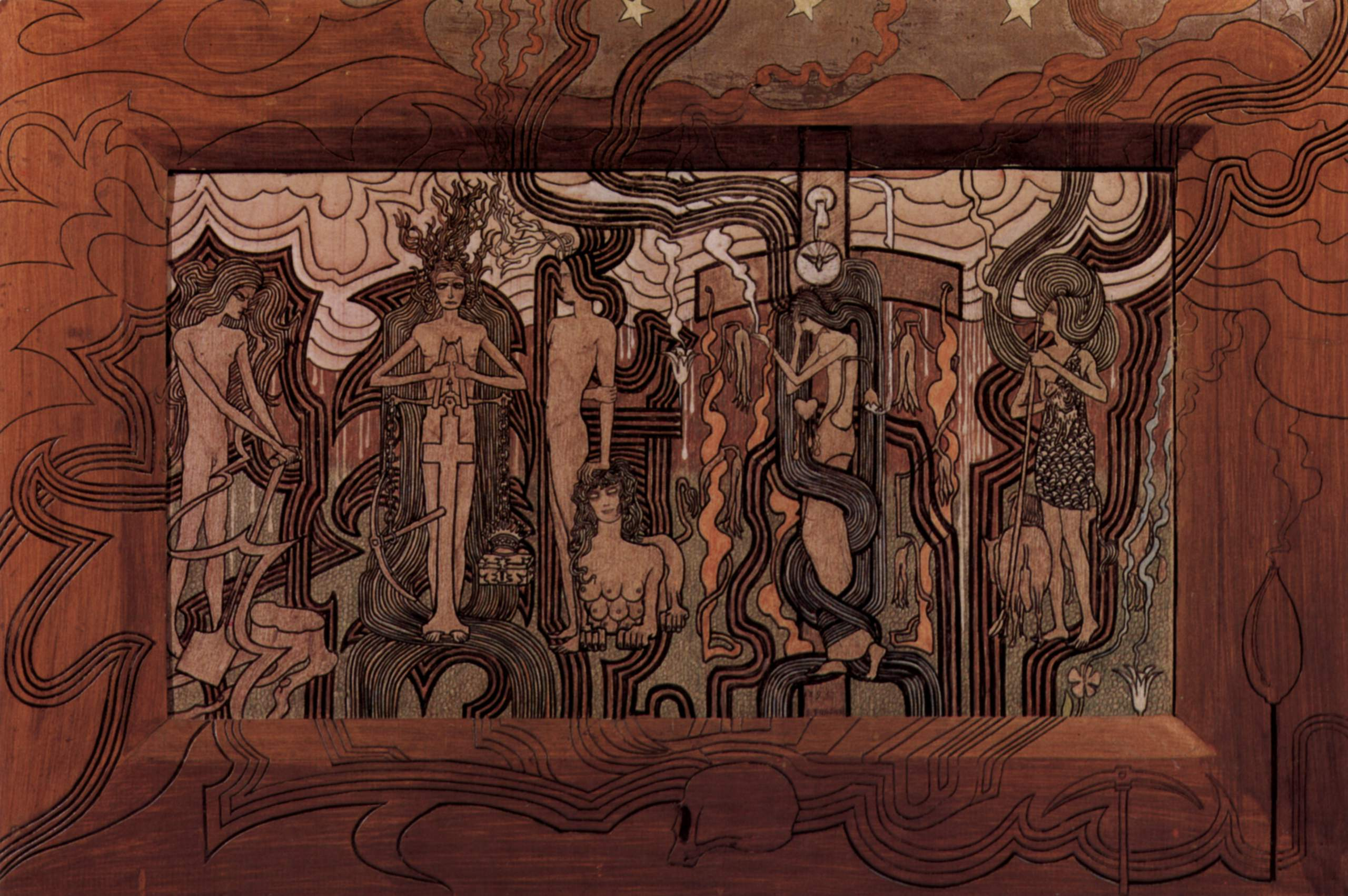
Il canto del tempo
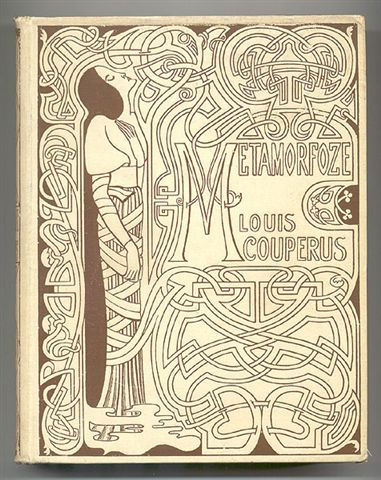
Copertina disegnata per Metamorfoze di Louis Couperus, 1897
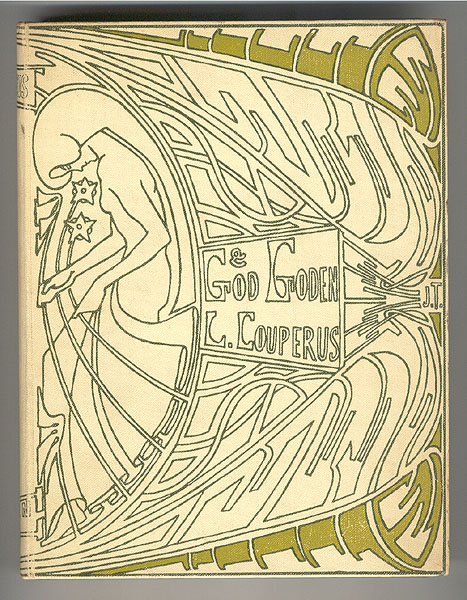
Copertina disegnata per God en goden di Louis Couperus
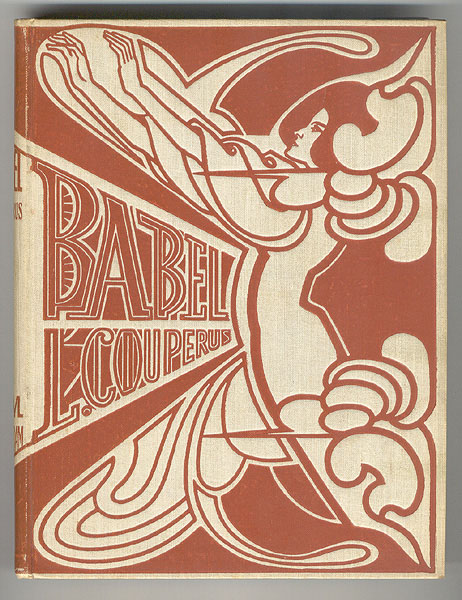
Copertina disegnata per Babel di Louis Couperus
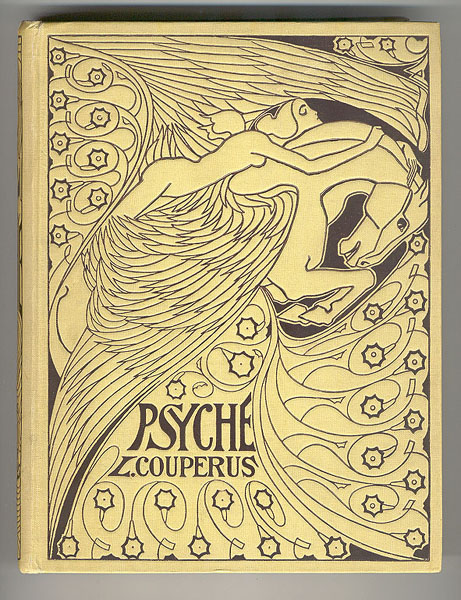
Copertina disegnata per Babel di Louis Couperus
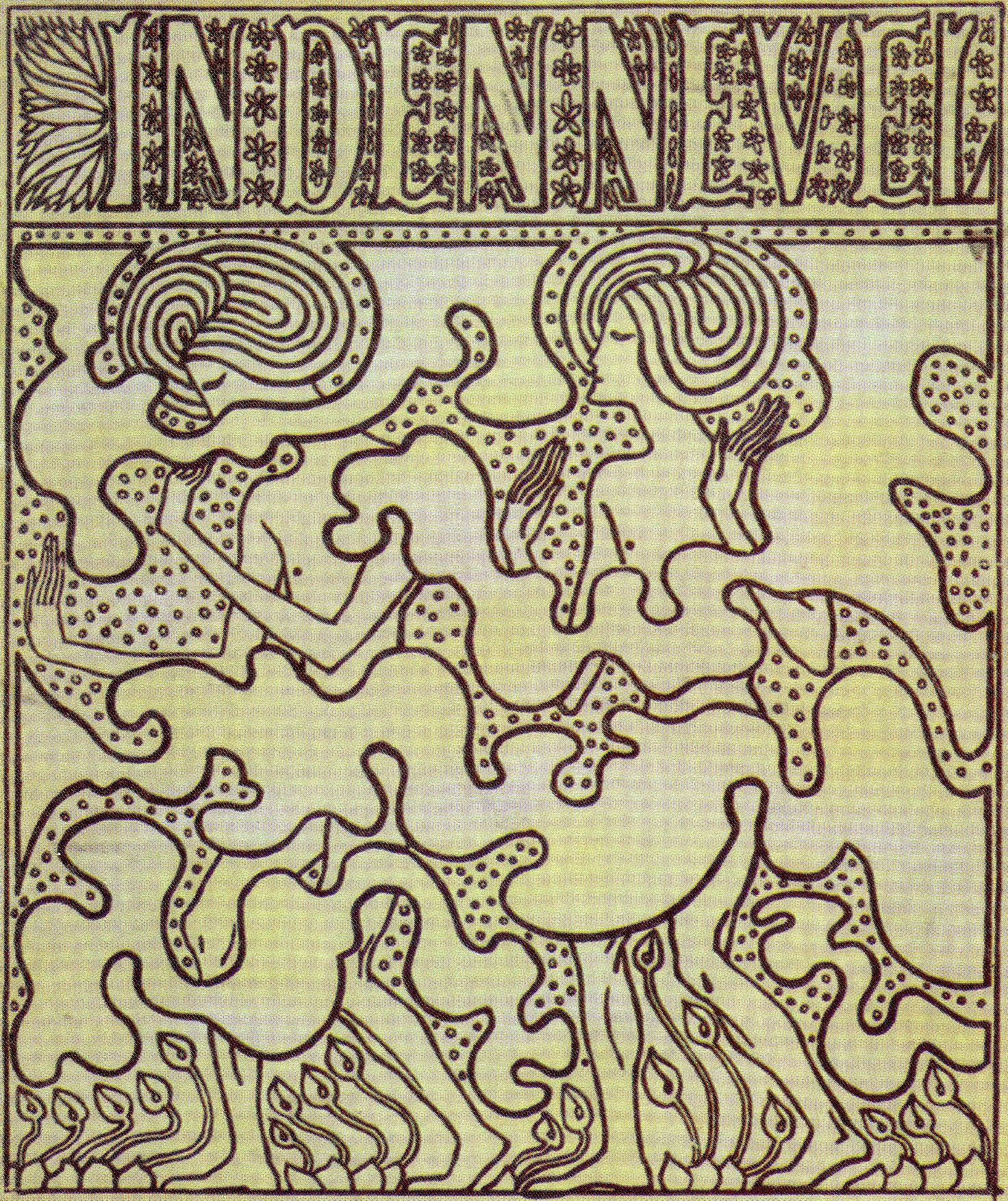
Copertina per il giornale studentesco In den Nevel
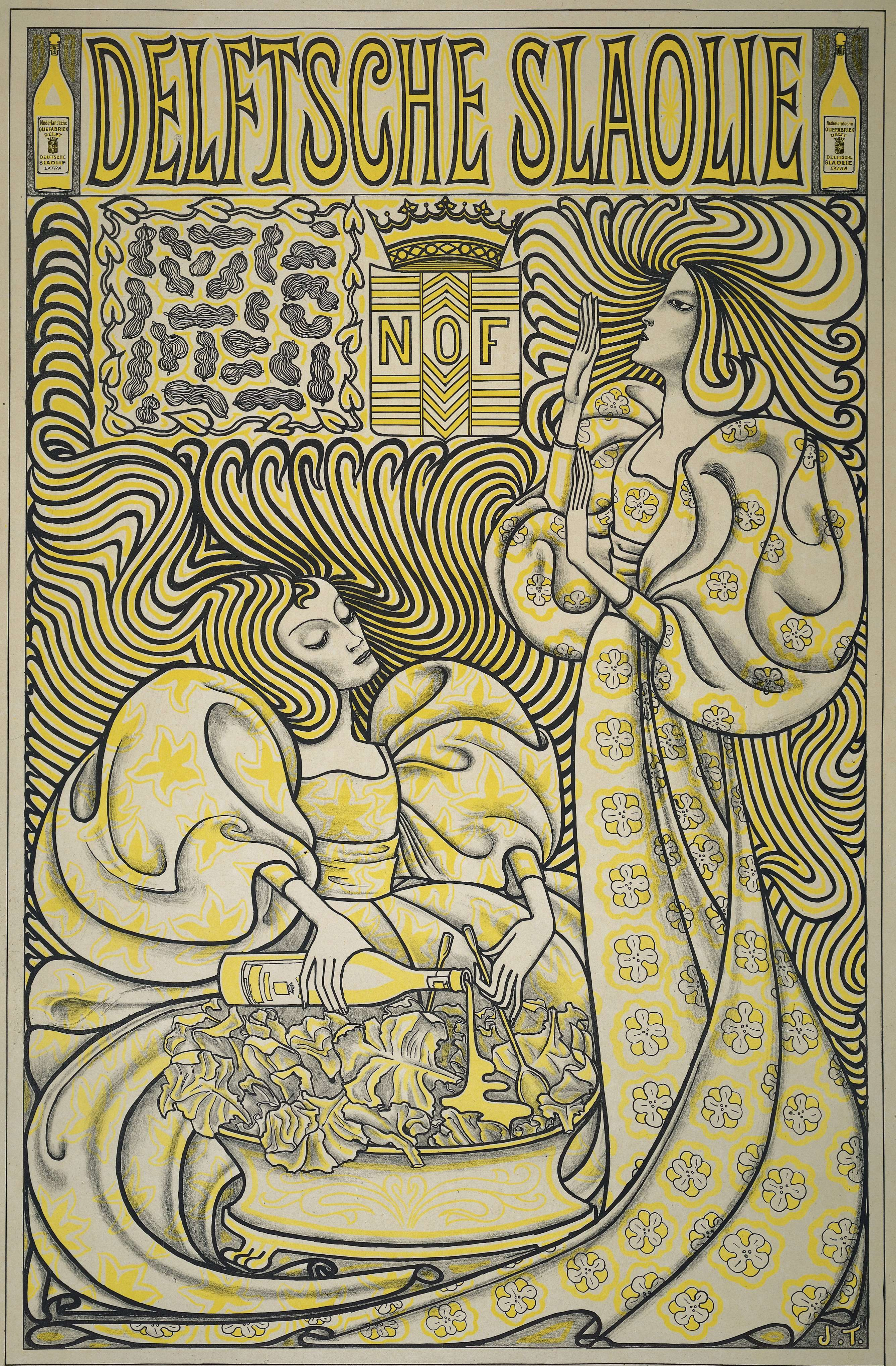
Delftsche Slaolie, locandina
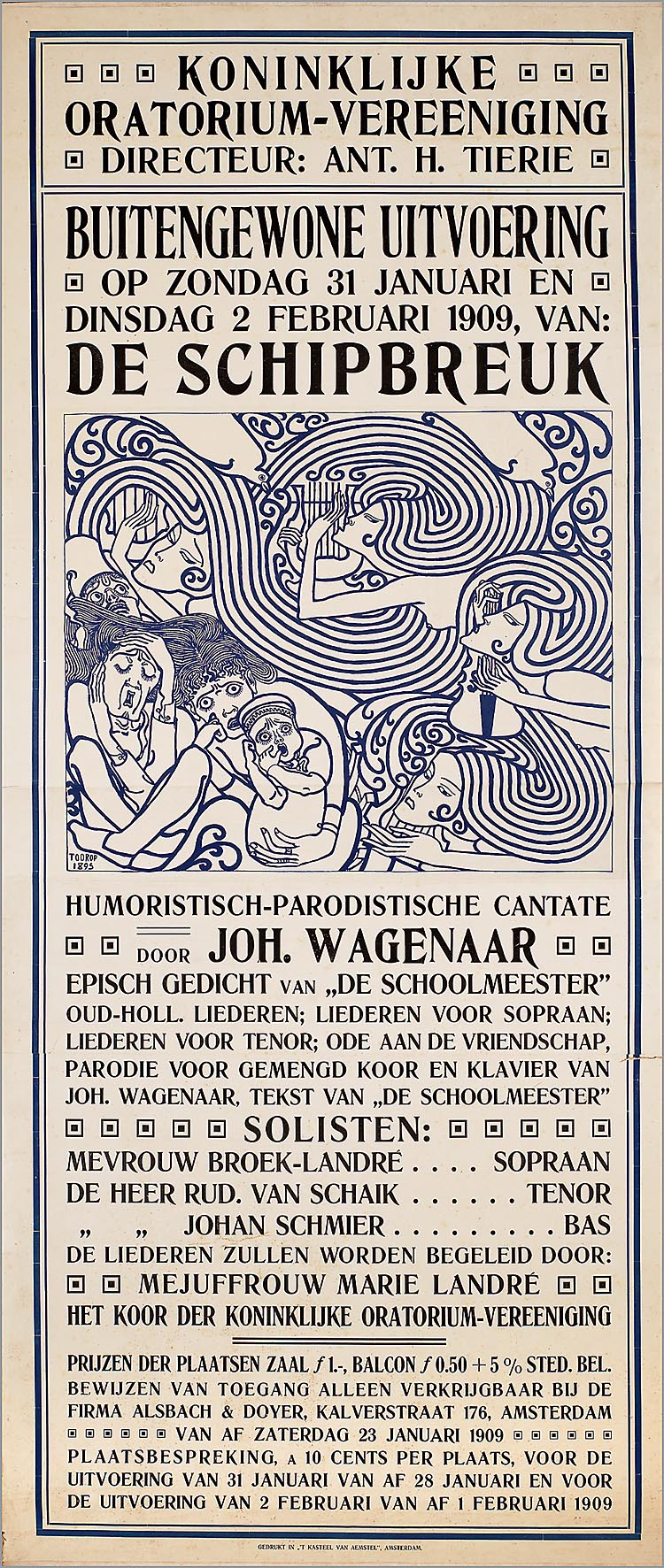
De schipbreuk, locandina